# Genocideverdrag
Het Verdrag inzake de voorkoming en de bestraffing van genocide (Engels: Convention on the Prevention and Punishment of the Crime of Genocide), kortweg het Genocideverdrag, is een multilateraal verdrag ter voorkoming van genocide. De tekst van dit verdrag werd op 9 december 1948 te Parijs opgesteld en het verdrag trad op 12 januari 1951 in werking.

## Achtergrond en totstandkoming
De totstandkoming van het Genocideverdrag was een reactie op de wreedheden begaan tijdens de Tweede Wereldoorlog. Het verdrag volgde op het Onderzoek 180(II) van 21 december 1947 van de Algemene Vergadering van de Verenigde Naties, waarin de VN erkenden dat genocide een internationale misdaad is, die de nationale en internationale verantwoordelijkheid van individuele personen en staten met zich meebrengt. Het ontwerpverdrag was opgesteld door de Poolse jurist Raphael Lemkin, die als eerste in 1944 het begrip genocide had gedefinieerd.
Het Genocideverdrag was een van de eerste verdragen van de Verenigde Naties over mensenrechten en andere humanitaire kwesties. Het kwam tot stand als onderdeel van de derde zitting van de Algemene Vergadering van de Verenigde Naties, die te Parijs plaatsvond tussen 21 september en 12 december 1948. De locatie van de beraadslagingen was het Palais de Chaillot in het 16e arrondissement van Parijs. Het Genocideverdrag was niet het enige mensenrechteninstrument dat tijdens de derde zitting werd aangenomen, ook de Universele Verklaring van de Rechten van de Mens kwam tijdens deze zitting tot stand.
De authentieke tekst van het verdrag is opgesteld in het Engels, Chinees, Spaans, Frans en Russisch.

## Internationaal gewoonterecht
Sinds de totstandkoming is het verdrag geratificeerd door 153 staten en zijn de bepalingen van het verdrag algemeen aanvaard door de internationale gemeenschap, onderdeel geworden van het internationaal gewoonterecht en hebben zij de status gekregen van een peremptoire norm (een norm van dwingend recht, waarop geen uitzonderingen mogelijk zijn).
Het Internationaal Gerechtshof erkende, al in een adviesuitspraak uit 1951, dat de verplichtingen uit het Genocideverdrag tevens onder het internationaal gewoonterecht vallen. Het hof oordeelde namelijk dat de beginselen die ten grondslag liggen aan het verdrag beginselen zijn die door alle naties worden erkend als verbindend voor alle staten, zelfs zonder enige verdragsverplichting. Bovendien benadrukte het hof de algemene veroordeling van genocide door staten en dat genocide alleen door gemeenschappelijke samenwerking van staten kan worden bestreden.
Pas later (in 2006) sprak het Internationaal Gerechtshof zich uit over de vraag of genocide ook een norm van dwingend recht is. Sindsdien beschouwt het hof het verbod op genocide als dwingende norm van internationaal recht (ius cogens).

## Inhoud
De tekst van het verdrag bestaat uit totaal 19 artikelen. In de eerste drie artikel wordt bevestigd dat genocide een internationaal misdrijf is en wordt een definitie gegeven van het delict. In het vierde artikel wordt de strafbaarheid besproken van zij die genocide plegen.
In Artikel I bevestigen de verdragspartijen dat genocide, ongeacht of het feit in vredes- dan wel in oorlogstijd wordt bedreven een misdrijf is krachtens internationaal recht, welk misdrijf zij op zich nemen te voorkomen en te bestraffen.
In Artikel II wordt een definitie gegeven van het misdrijf genocide.
Daaronder wordt verstaan een van de volgende handelingen, gepleegd met de bedoeling om een nationale, etnische, godsdienstige groep, dan wel een groep, behorende tot een bepaald ras, geheel of gedeeltelijk als zodanig te vernietigen:
a. het doden van leden van de groep;
b. het toebrengen van ernstig lichamelijk of geestelijk letsel aan leden van de groep;
c. het opzettelijk aan de groep opleggen van levensvoorwaarden die gericht zijn op haar gehele of gedeeltelijke lichamelijke vernietiging;
d. het nemen van maatregelen, bedoeld om geboorten binnen de groep te voorkomen;
e. het gewelddadig overbrengen van kinderen van de groep naar een andere groep.
In Artikel III wordt bepaald dat de volgende handelingen strafbaar zijn:
a. (het plegen van) genocide;
b. samenspanning om genocide te plegen;
c. rechtstreeks en openbaar aanzetten tot genocide;
d. poging tot genocide;
e. medeplichtigheid aan genocide.
Artikel IV geeft aan dat zij, die genocide of een der andere in artikel III genoemde feiten plegen, worden gestraft, onverschillig of zij constitutioneel verantwoordelijke regeringspersonen, ambtenaren of privépersonen zijn.

## Inwerkingtreding
Artikel XIII bepaalt dat het verdrag in werking treedt negentig dagen na de dag waarop de eerste twintig akten van bekrachtiging of toetreding zijn gedeponeerd bij het Secretariaat van de Verenigde Naties.
Oorspronkelijk werd het verdrag opgesteld en ondertekend door 41 staten die vertegenwoordigd waren bij de opstelling ervan in Parijs in december 1948. Ondertekening van het verdrag door ander staten dan de oorspronkelijke 41 verdragsluitende partijen was mogelijk sinds 9 december 1948. De eerste staat die het verdrag vervolgens ondertekende, en daarmee de 42ste verdragsluitende partij werd, was de Dominicaanse Republiek op 11 december 1948.
Elke volgende bekrachtiging of toetreding die na laatstgenoemde datum zou worden uitgevoerd, werd van kracht negentig dagen na deponering van de akte van bekrachtiging of toetreding.

## Partijen
Bij de opstelling en ondertekening van het verdrag vormden 42 staten de verdragsluitende partijen. Sinds de toetreding van Zambia op 20 april 2022, telt het verdrag 153 leden.

## Preventie en geschillen
Artikel VIII bepaalt dat Iedere Verdragspartij een beroep kan doen op de bevoegde organen van de Verenigde Naties, om maatregelen te treffen ter voorkoming en onderdrukking van daden van genocide, inclusief poging tot genocide en medeplichtigheid aan genocide. Artikel IX bepaalt dat geschillen tussen aangesloten staten over de interpretatie, toepassing of tenuitvoerlegging van het Verdrag op verzoek van een der partijen kan worden voorgelegd aan het Internationaal Gerechtshof.

## Gerechtelijke uitspraken
- In 1951 oordeelde het Internationaal Gerechtshof in een adviesuitspraak, dat mede gelet op de aard en de totstandkoming van het Genocideverdrag, het verdrag zich verzet tegen het maken van voorbehouden die onverenigbaar zijn met het voorwerp en het doel van het verdrag.

- In de strafzaak tegen Adolf Eichmann merkte de rechtbank van Jeruzalem in zijn arrest van 12 december 1961 op dat ernstig lichamelijk of geestelijk letsel kon worden toegebracht aan leden van een groep, waarmee impliciet werd verwezen naar artikel II van de Genocideconventie.

- In 2006 bevestigde het Internationaal Gerechtshof, in een contentieuze zaak tussen de Democratische Republiek Congo en Rwanda, de dwingendrechtelijke status van de verplichtingen uit het Genocideverdrag.

- In een door Bosnië en Herzegovina aanhangig gemaakte zaak tegen Servië en Montenegro bij het Internationaal Gerechtshof te Den Haag, oordeelde het hof in 2007 dat Servië en Montenegro diens verdragsverplichting had geschonden om genocide te voorkomen.

- Op 1 maart 2013 werd Yvonne Ntacyobatabara Basebya door de rechtbank 's-Gravenhage veroordeeld tot een gevangenisstraf van 6 jaar en 8 maanden wegens opruiing tot genocide. De veroordeling was gebaseerd op de, op 1 oktober 2003 door de Wet internationale misdrijven vervangen, Uitvoeringswet genocideverdrag. Zij werd o.m. vrijgesproken van het medeplegen en uitlokken van, samenspanning en poging tot, en medeplichtigheid bij genocide.

## Overname in andere verdragen
De misdrijven uit het Genocideverdrag zijn in bijna ongewijzigde vorm opgenomen in de statuten van internationale strafhoven en tribunalen, zoals het Internationaal Strafhof of het Joegoslaviëtribunaal.
In Nederland is genocide eerst strafbaar gesteld in de Uitvoeringswet genocideverdrag, en sinds 2003 in artikel 3 van de Wet internationale misdrijven (WIM).

## VN-adviseur
In 2004 werd op initiatief van de toenmalige Secretaris-Generaal Kofi Annan de functie van "Speciaal Adviseur voor de Preventie van Genocide" in het leven geroepen. Diens taak is het om publieke waarschuwingen te doen uitgaan in situaties waarbij er een risico is op genocide. Het kantoor van de 'Speciaal Adviseur' heet "United Nations Office on Genocide Prevention and the Responsibility to Protect".